# 久美浜港
久美浜港（くみはまこう）は、京都府京丹後市久美浜町にある地方港湾。港湾管理者は京都府。港則法の適用港である。統計法に基づく港湾調査規則では乙種港湾に分類されている。

## 概要

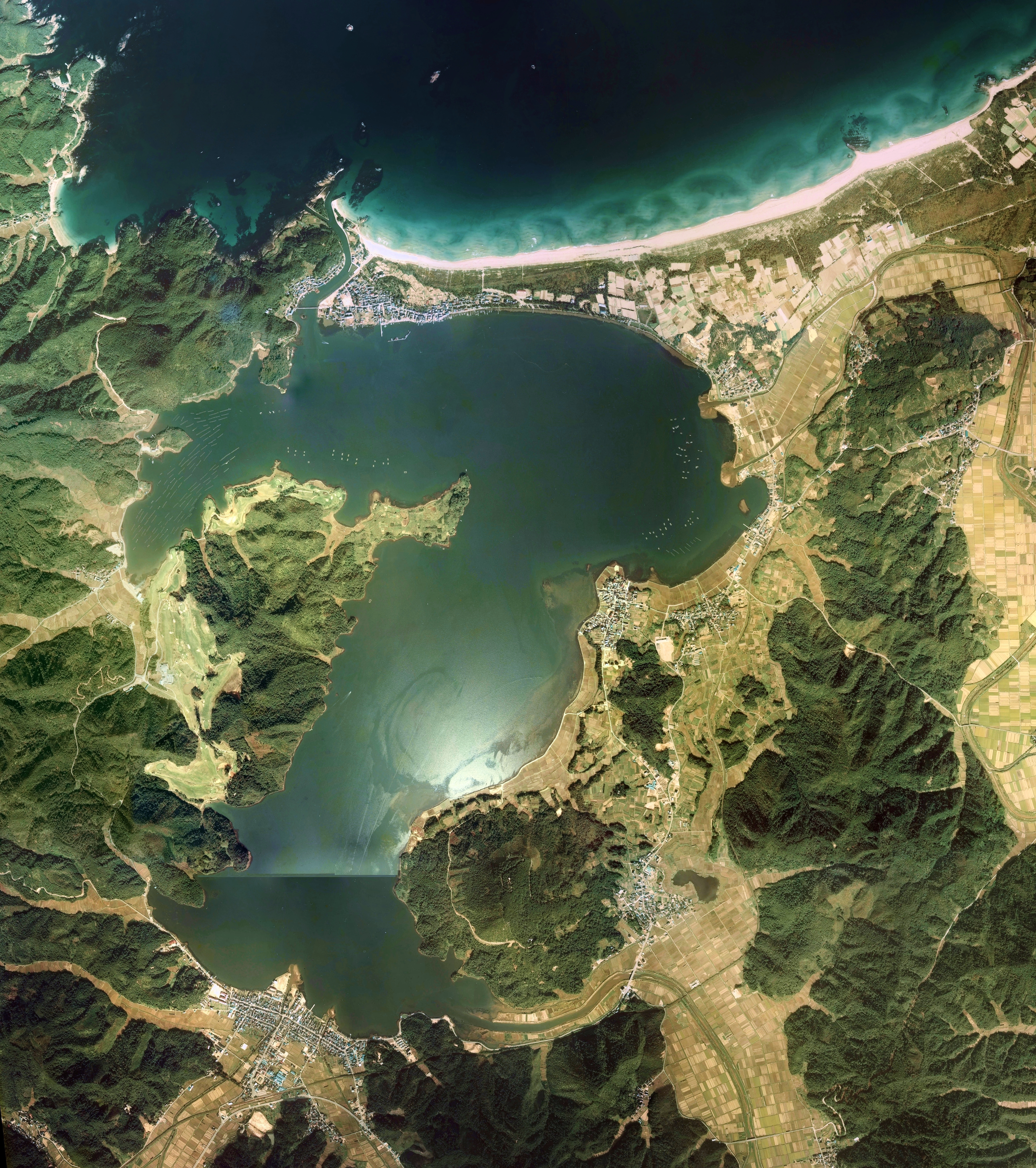
久美浜湾付近の空中写真。1976年撮影の12枚を合成作成。
。

京都府北部の京丹後市（旧久美浜町）に位置する港湾で、日本海と砂嘴で隔てられた久美浜湾の沿岸に各地区が点在する。久美浜湾は潟湖であり、水戸口と呼ばれる幅30mの水路で日本海と通じているため、大型の船舶は入港出来ない。湾内ではカキの養殖が盛んに行われており、主に漁船、プレジャーボートが利用している。
2015年度の発着数は1,008隻（11,223総トン）である。
港一帯はみなとオアシスの登録をしていて、みなとオアシス京たんごセンターを基本施設とするみなとオアシス京たんごとして観光・交流拠点ともなっている。

## 航路
久美浜地区から久美浜遊覧船が不定期運航を行っている。かつては湾外航路、湾内航路の旅客船が運航されていた（久美浜湾#海上交通）。

## 港湾施設
港湾区域は、大向三角点（一七三・五メートル）（北緯三五度三八分三八秒東経一三四度五三分二六秒）から〇度一、〇〇〇メートルの地点まで引いた線、同地点から九〇度一、五〇〇メートルの地点まで引いた線、同地点から一八〇度に引いた線及び陸岸により囲まれた海面、と指定されており、港口部の大向地区、神湊地区、西部の河内地区、東部の長柄地区、浦明地区、神崎地区、南部の久美浜地区に分かれている。各地区には物揚場が整備されているほか、久美浜地区にはボートパークが整備されている。
- 大向地区
- 神湊地区
- 河内地区
- 長柄地区
- 浦明地区
- 神崎地区
- 久美浜地区